# Les Ventes
Les Ventes is een gemeente in het Franse departement Eure (regio Normandië). De plaats maakt deel uit van het arrondissement Évreux. Les Ventes telde op 1 januari 2022 1.047 inwoners.

## Geografie
De oppervlakte van Les Ventes bedroeg op 1 januari 2022 20,65 vierkante kilometer; de bevolkingsdichtheid was toen 50,7 inwoners per km².

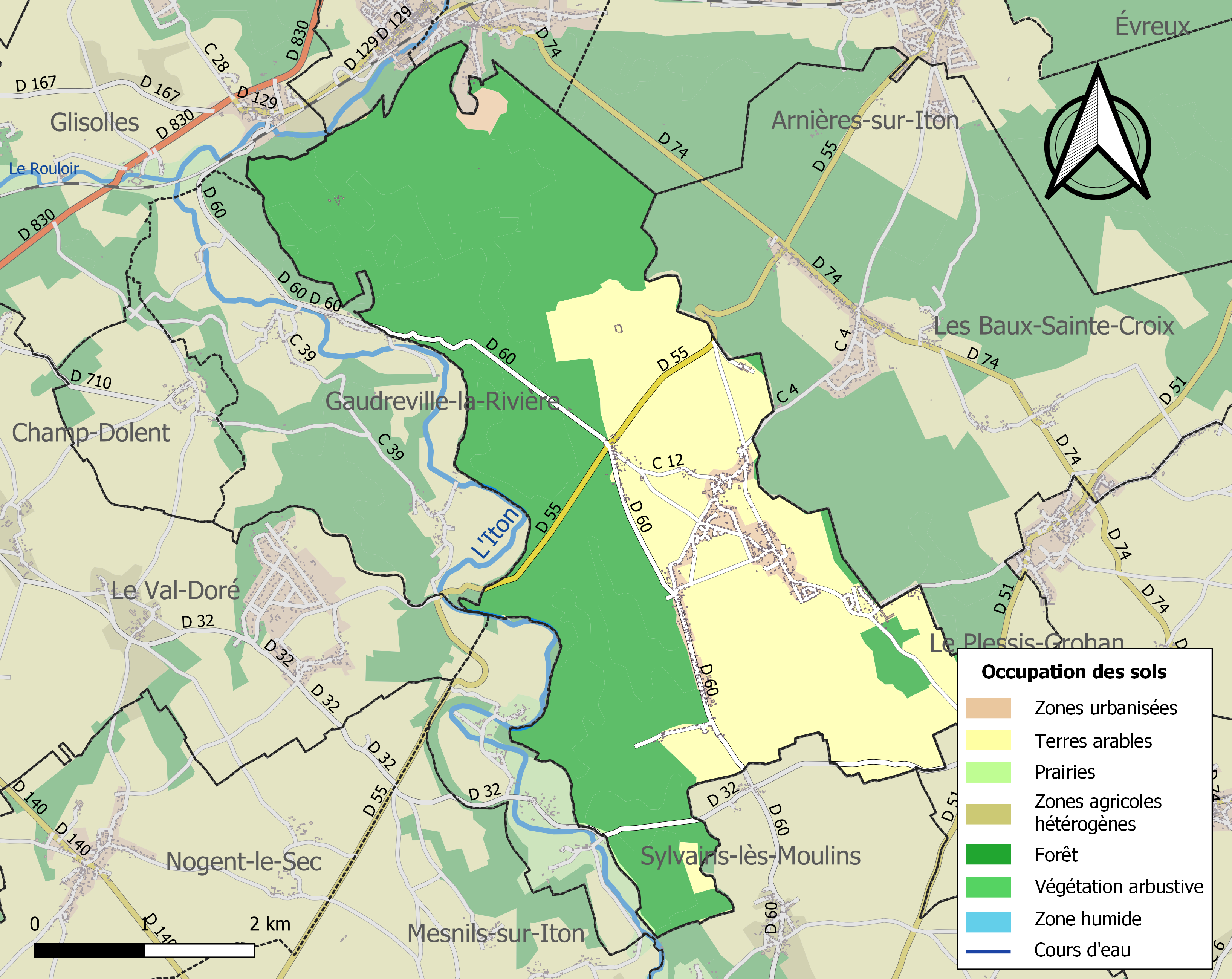
Kaart van de gemeente met belangrijkste infrastructuur, bodemgebruik en omliggende gemeenten

## Demografie
Onderstaande figuur toont het verloop van het inwonertal (bron: INSEE-tellingen).